# Tibullus a Delia
Tibullus a Delia, plným názvem Tibullus a Delia aneb Saturnálie (ve francouzském originále Tibulle et Délie, ou Les Saturnales) je opera (žánru opéra-ballet) o jednom dějství francouzské operní pěvkyně a skladatelky Henriette-Adélaïde Villardové (též psáno „de Villars“), známé pod svým uměleckým jménem Mademoiselle Beaumesnil. Za libreto jí posloužil starší text dramatika Louise Fuzeliera z roku 1723. Opera měla premiéru v únoru 1784 u dvora krále Ludvíka XVI. na zámku ve Versailles a poté 15. března 1784 v Académie royale de musique (Pařížské opeře). Námětem je láska římského básníka z 1. století př. n. l. Albia Tibulla k jeho milence Delii na pozadí římských slavností saturnálií.

## Vznik, charakteristika a historie
Mademoiselle Beaumesnil (1748–1803) se proslavila jako pěvkyně pařížské opery v letech 1766–1781. V roce 1781 opustila tuto kariéru ze zdravotních důvodů, provdala se za herce Philippa Cauvyho a věnovala se především kompozici. Již roku 1781 nabídla Královské hudební akademii operu Anacréon, ale byla odmítnuta. Uspěla až roku 1784 s méně náročným dílem, jímž je Tibullus a Delia. Pro ten Beaumesnilová použila osvědčené libreto dramatika Louise Fuzeliera (1674–1752), totiž jedno ze tří dějství („entrées“) opery-baletu („ballet héroïque“) Řecké a římské slavnosti (Les Fêtes grecques et romaines), která se v Pařížské opeře hrála poprvé roku 1723 a k níž složil hudbu François Colin de Blamont. Beaumesnilová toto dílo znala i díky tomu, že v reprízách v roce 1770 zpívala roli Delie.

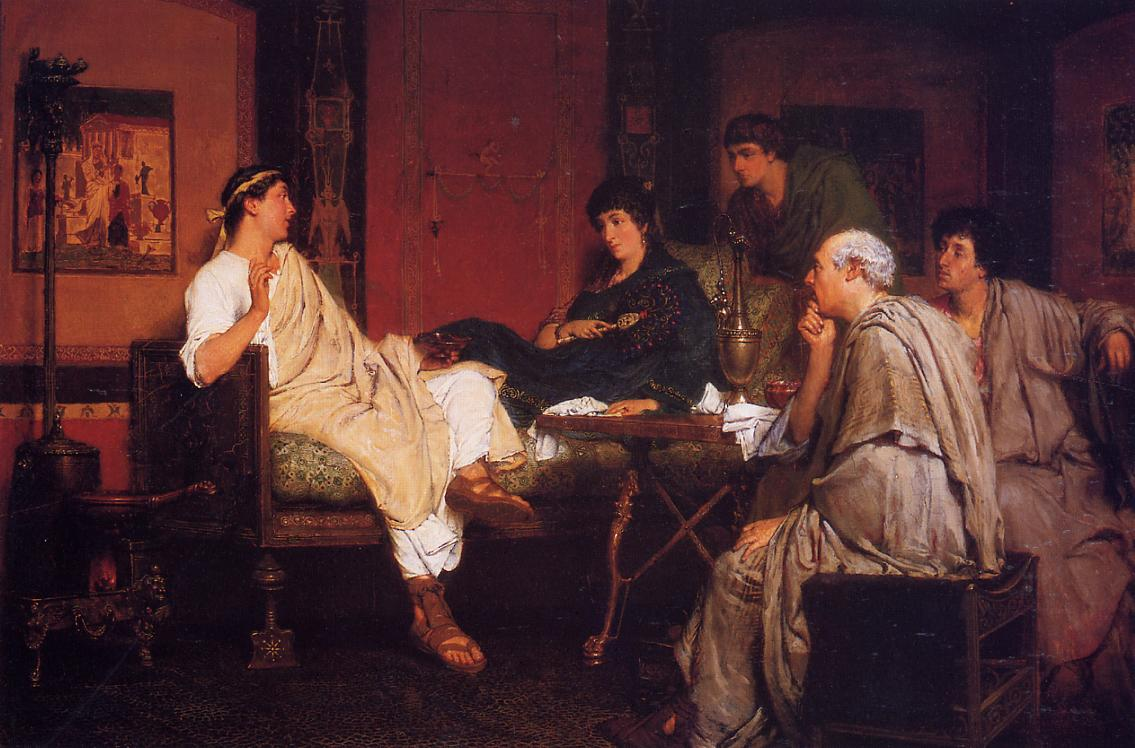
Tibullus u Delie, obraz Lawrence Alma-Tademy z roku 1866

Tibullus a Delia obsahuje předehru a devět hudebních čísel; v hudbě je jasný reformní vliv Christopha Willibalda Glucka (Pařížská opera ji také programovala jako doplněk ke Gluckově Ifigenii v Aulidě). Árie jsou prokomponované, usilují o přirozenost a vyhýbají se přílišné virtuozitě. Tradiční je však výrazné zapojené baletu, zejména závěrečná velká scéna saturnálií, která je vyvrcholením díla.
Oblíbená pěvecká hvězda sklidila za svou kompozici veřejnou chválu; například dramatik Pierre-Louis Moline jí věnoval k úspěchu Tibulla báseň, v níž psal „dvojím nadáním poutáš naše srdce“ a nazýval ji „žačkou Apollónovou a soupeřkou Euterpé“. Přesto Tibullus a Delia dosáhli jen sedmi představení – což bylo kvalifikováno jako „určitý úspěch“ – a šířily se nepravdivé pověsti, že hudbu nenapsala sama. Mezi její další díla patřily oratorium Izraelité pronásledovaná faraónem (Les Israélites poursuivis par Pharaon), provedené roku 1784 společností Concert spirituel, a opéra comique Líbit se znamená velet, aneb Zákonodárkyně (Plaire c'est commander, ou Les Législatrices), na libreto Adriena-Nicolase Piédefera, markýze de La Salle, uvedená roku 1792 v Théâtre Montansier. Partitura Tibulla a Delie je však jediná, která se z jejího díla dochovala.
Tibullus a Delia slečny Beaumesnilové je teprve třetí francouzská opera zkomponovaná ženou, kterou uvedla Pařížská opera (Académie royale de musique), po Kefalovi a Prokris Élisabeth Jacquet de La Guerre z roku 1694 a Géniích slečny Duvalové z roku 1736.

## Osoby a první obsazení

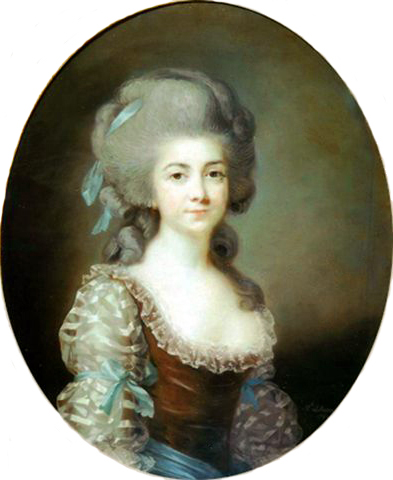
Madame de Saint-Huberty, první Delia, portrét od Élisabeth Vigée-Lebrun z roku 1780

| osoba | hlasový obor              | premiéra v Pařížské opeře (15. března 1784)               |
| --- | ------------------------- | --------------------------------------------------------- |
| Delia (Délie), římská dáma, příbuzná Maecenasova | soprán (dessus)           | Mme Saint-Huberty (vl. jm. Anne-Antoinette-Cécile Clavel) |
| Tibullus (Tibulle), římský rytíř, přestrojený za otroka pod jménem Arcas | tenor (haute-contre)      | Jean-Joseph Rousseau                                      |
| Plautina (Plautine), Deliina důvěrnice | soprán (dessus)           | Rosalie (vl. jm. Marie-Rose-Claude-Josèphe Levasseur)     |
| První otrok převlečený za pána | basbaryton (basse-taille) | Auguste-Athanase (Augustin) Chéron                        |
| Druhý otrok převlečený za pána | basbaryton (basse-taille) | Jean-Pierre Moreau                                        |
| Pastýřka | soprán                    | Anne-Marie-Jeanne Gavaudan                                |
| Římští rytíři převlečení za otroky; otroci v oděvech svých pánů; pastýři a pastýřky (v sólových výstupech Pierre Gardel, Marie-Madeleine Guimard, Louis Nivelon, Marguerite-Angélique Peslin, Marie-Éve Perignon) |                           |                                                           |

## Děj opery

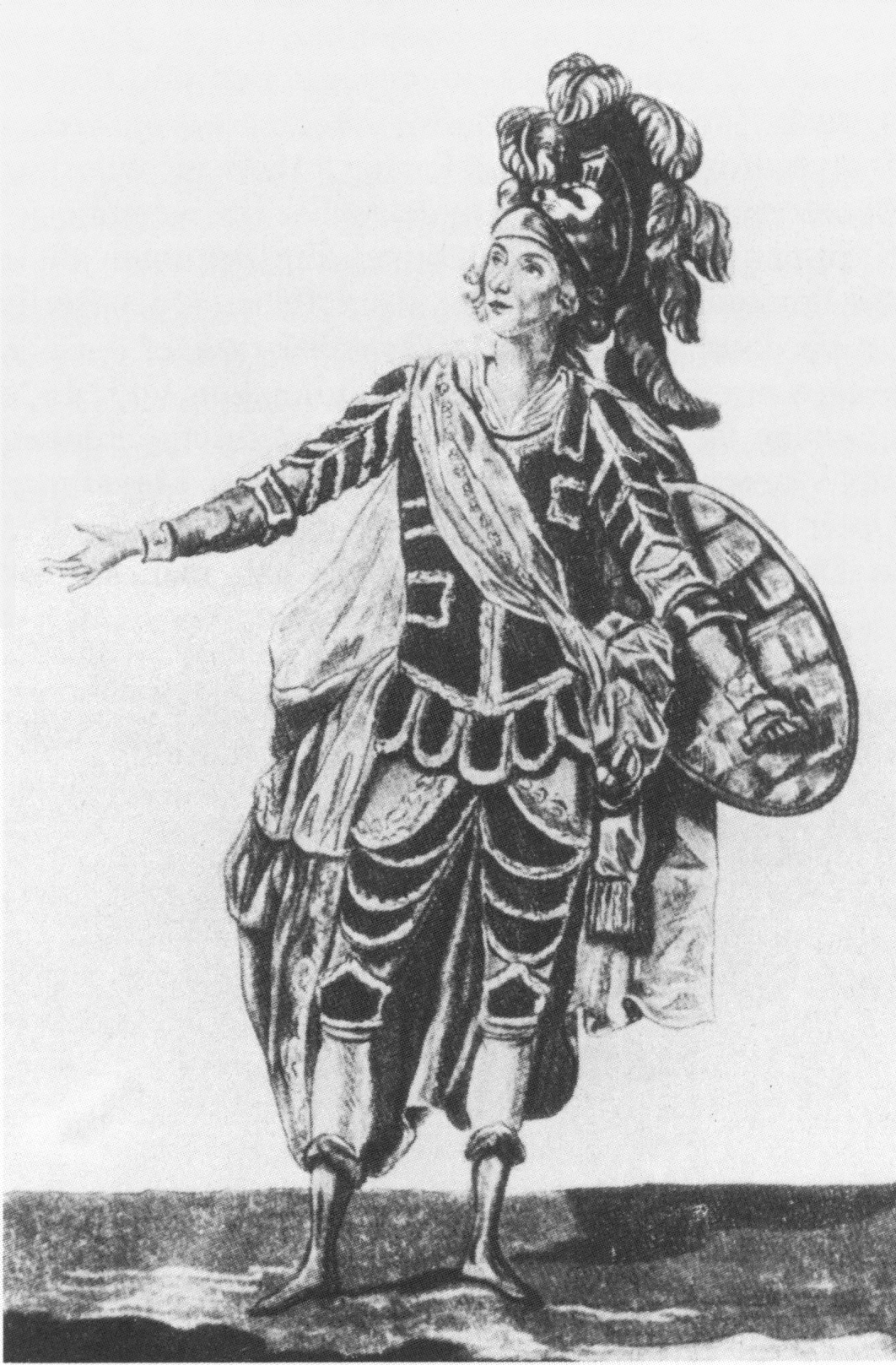
Jean-Joseph Rousseau, první představitel Tibulla, zde jako Renaud v Gluckově Armidě, kolem roku 1780

(Odehrává se v Římě v zahradě Gaia Cilnia Maecenase, při saturnáliích, slavnostech boha Saturna, za jehož vlády si lidé byli rovni, a proto se v Římě při těchto slavnostech otroci odívali do šatů svých pánů a ti je obsluhovali.)
Delia ví, že ji jistý muž miluje, a jeho lásku opětuje (árie Vainement je voudrais feindre). Její důvěrnice Plautina se ptá, zda je pravda, že bohatý a urozený Tibullus miluje Delii natolik, že k ní nastoupil inkognito do otroctví pod jménem Arcus. Delia to ví, protože ho ve skrytu pozorovala, jak lkal na břehu jezírka. Není divu, v této zahradě vládnou jaro a láska (árie Dans ces jardins charmants). Plautina odchází.
Vystřídá ji „Arcas“ (Tibullus), který vyjadřuje své paní oddanost (árie Chaque jour avec plus de zèle). Delia se mu svěřuje, že ona, která lásce dosud odolávala, jí nyní zahořela (árie Je méprisois l'amour). Tibullus žárlí. Delia zatím opěvuje muže, do kterého je zamilována (árie Le Dieu qui règne dans Cithère). Rozrušený Tibullus vyjadřuje své zklamání a Delia ho kárá za opovážlivost, kterou otrokovi může odpustit jen díky probíhajícím saturnáliím. Chce po něm, aby zůstal s ní, neboť ho potřebuje k zásnubám, které jí uspořádal její příbuzný Maecenas. Tibullus si zoufá: Delia patří jinému a on musí přihlížet (árie Quels combats! quel feu me dévore!). Varuje Delii, že by byl schopen jejího vyvoleného zabít. Ta se směje: on by chtěl ublížit Tibullovi? Tibullus nyní chápe a je šťasten (árie a duet O ciel! quel prix de ma persévérance… Que ce moment est cher à ma tendresse).
Maecenasovy zahrady se osvítí a začínají slavnosti se zpěvem a tancem (sbor Chantons cent et cent fois – balet – zpěv dvou otroků Ô Saturne! ô Dieu bienfaiteur! – balet – árie pastýřky Dan nos bocages – balet).